# Stig Giertz-Hedström
Stig Giertz-Hedström, född 13 augusti 1903 i Visby, död 28 augusti 1992, var en svensk företagsledare.
Stig Giertz-Hedström var son till statsgeologen Herman Hedström och Alma Sofia Augusta Giertz. Efter studentexamen i Stockholm 1921 studerade han 1921–1925 vid Stockholms högskola och var 1925–1928 assistent vid Tekniska högskolan. Tillsammans med civilingenjören Donovan Werner grundade han 1928 cementlaboratoriet vid Ingenjörvetenskapsakademien och var från 1935 chef för detta laboratorium, tills det upphörde 1929. Giertz-Hedström var 1942–1944 föreståndare för det nygrundade Svenska forskningsinstitutet för cement och betong vid Tekniska högskolan. Som medlem i olika kommittéer för cement och betong, bland annat i internationella kommittén för specialcement för stora dammar, deltog Giertz-Hedström på 1930-talet i flera internationella konferenser för cement- och betongfrågor. Han var organisatör av och sekreterare vid Symposium on the Chemistry of Cements - Internationella cementkongressen i Stockholm 1935 och redigerade dess förhandlingar. 1934–1939 var Giertz-Hedström styrelseordförande i AB Vibrobetong och var från 1940 VD där. Från 1941 var han även VD för AB Vibroverken som samma år övertog AB Vibrobetongs tillverkning och försäljning av vibratorer med mera för betonggjutningsändamål. Giertz-Hedström intog en framskjuten ställning bland cement- och betongteknikerna i Sverige under sin samtid och skrev flera uppsatser inom området. Han är begravd på Djursholms begravningsplats.